# 肉果兰
肉果兰（学名：Cyrtosia javanica）为兰科肉果兰属下的一个种。